# Костромин, Роман Павлович
Роман Павлович Костромин (род. 6 июля 1975, Омск) — российский хоккеист, нападающий. Тренер.

## Биография
Встал на коньки в четыре года. Воспитанник омского хоккея, тренер Станислав Первушин. Выступал за команды «Авангард» Омск (1993/94), «Торпедо-2» и «Торпедо» (Ярославль, 1994/95 — 1995/96), ЦСК ВВС-2 (1996/97), "Липецк (1996/97 — 1999/2000, 2003/04, 2004/05 — 2005/06, 2008/09 — 2009/10, 2013/14 — 2014/15), «Стинол» Липецк (1996/97 — 1997/98), «Сибирь» и «Сибирь-2» (2000/01 — 2001/02), «Кристалл» Саратов (2002/03), «Энергия» Кемерово (2003/04 — 2004/05), «Титан» (2006/07), «Сокол» Липецк (2007/08), «Прогресс» Глазов (2008/09), «Дизель» (2010/11), «Буран» (2010/11 — 2011/12, 2012/13 — 2013/14), ТХК (2012/13), «рогим» Георгени (Румыния, 2015/16 — 2016/17).
По собственным словам, по молодости совершил много ошибок, из-за чего потерял много в хоккейном плане.
Детский тренер в «Русской школе хоккея» (RHS, Москва, 2018—2019, 2020—2024), в хоккейном центре «Чемпион» (Липецк, 2019—2020), в ХК «Деко минералс» (Бобров) и команде «Ржев» 2012—2013 г. р. (с 2024).